# ويلهلم زولد
جوزيف فريدريش فيلهلم سولد (من مواليد 19 أبريل 1911 في ساربروكن ؛ توفي بتاريخ 25 سبتمبر 1995 في ساربروكن) كان لاعب كرة قدم ألماني. لعب من عام 1935 إلى عام 1942 ، كلاعب في مركز الدفاع ، والذي لعب في أغلب الوقت كلاعب وسط مركزي خلال مشاركته مع المنتخب الالماني في بطولة كأس العالم لكرة القدم ، ولعب في ذلك الوقت اثنتي عشرة مباراة دولية مع المنتخب الوطني الألماني لكرة القدم . فاز سولد بالكأس عام 1939 وكان في عام 1943 في نهائي بطولة كرة القدم الألمانية مع نادي مسقط رأسه نادي ساربروكن لكرة القدم.

## وصلات خارجية
وليام سولد على موقع قاعدة بيانات كرة القدم.إي يو (الإنجليزية)
- وليام سولد على موقع بيانات كرة القدم. دي إي (الألمانية)
- وليام سولد على موقع ناشيونال فوتبول تيمز (الإنجليزية)
- وليام سولد على موقع عالم كرة القدم.نت (الإنجليزية)
- وليام سولد على موقع أوليمبيديا (الإنجليزية)